# Санкт-Петербург-Товарный-Московский
Санкт-Петербург-Товарный-Московский — грузовая станция на московско-волховстроевском направлении Санкт-Петербургского отделения Октябрьской железной дороги. Расположена между Невским и Фрунзенским районами Санкт-Петербурга.

## История
Станция основана в 1847 году. Строительство началось в 1845 году сразу в двух местах: у вокзала и у бассейна Обводного канала. Для стоянки речных судов и перегрузки товара из вагонов на баржи и обратно на Обводном канале у Александро-Невской лавры был устроен Г-образный тупиковый водный бассейн, получивший название Французский ковш. На проведение земляных работ у станции и на бассейне заключён контракт с купцом Гладиным Г. В..
В 1853—1856 годах устроены запасные пути у бассейна Обводного канала для сообщения с пакгаузами, предназначенными для выгрузки сена и хлебных товаров, отправляемых за границу.
В 1865 году на Александровском плацу развёрнуто строительство товарной станции: устроены нагрузочные платформы и положены дополнительные пути.В 1866—1867 годах построены деревянные пакгаузы, 1867 году устроена ветвь к Думским кладовым, длиной 0,92 версты, и уложена ветвь от моста через Обводный канал к южному берегу бассейна.
С развитием товарного движения потребовались дополнительные маневровые пути и раздаточный пункт вагонов между разными частями станции, для этой цели в 1870 году была устроена за Обводным каналом полустанция Петербург II.
Так как транспортировка хлебных грузов представляла определённую трудность с доставкой товара к амбарам Александро-Невской лавры, приходилось перегружать из вагонов в телеги и перевозить в склады, что приводило к потере части груза и удорожала транспортировку, в связи с этим 4 марта 1870 года был Высочайше утверждён проект соединительной ветви от бассейна Обводного канала к амбарам Калашниковской пристани. Ветвь была устроена Главным обществом российских железных дорог (ГОРЖД) и открыта для движения 8 сентября 1871 года, протяжением 3,845 вёрст (из которых 1,268 вёрст по станционным путям парка за бассейном).

## Московская товарная
Товарная станция у вокзала неофициально имела название Московская товарная.
- В 1872 году на территории станции устроена платформа и ветвь к покойницкой часовне, длиной 0,26 вёрст, для отправки траурных поездов на Преображенское кладбище, ветвь построена Городской Думой на свои средства[6].
- В 1877 году построено новое каменное одно-этажное здание для товарной конторы, взамен трёх пришедших в негодность деревянных домов, в которых размещались кассы прибытия и отправления товаров[7].
- В 1884—1885 годах осуществлялась постройка товарных пакгаузов взамен сгоревших[8].
- В 1892 году построена ветвь к шпалопропиточному заводу длиной 0,586 вёрст[9].
- В 1897 году отчуждена земля для товарной станции до Кременчугской улицы[10].
- В 1902 году Произведена надстройка второго этажа над зданием товарной конторы[11].
- В 1915 году построена ветвь к Центральной электрической станции городского трамвая (НПО ЦКТИ имени И. И. Ползунова) протяжением 0,22 версты. Железнодорожный переезд через Кременчугскую улицу был разобран 18-20 декабря 2009 года, пути на территории предприятия сохраняются (по данным на июль 2015 года[12]).
- В 1920-х годах устроен подъездной путь к деревообрабатывающему заводу им. Халтурина, Тележная ул. д. 37 , железнодорожный переезд через Кременчугскую улицу был разобран 18-20 декабря 2009 года.
- В 1939 году была построена железнодорожная ветвь к больнице блж. Ксении для подвоза раненных солдат с Карельского перешейка, при больнице была устроена высокая платформа. Подъездной путь разобран в начале 70-х годов, платформа и деревянные быки моста через р. Монастырка сохранялись до середины 90-х годов[13].
- В 2008 году Московская товарная была разобрана, территория продана для застройки жилого микрорайона «Царская столица».

## У бассейна Обводного канала
В 1877 году для увеличения разгрузочной способности товарной станции были устроены добавочные пути 296 погонных саженей, для избежания сложных манёвров при подаче вагонов на Калашниковскую пристань через пост Петербург II, были построены две ветки, соединяющая пути, на пристани, с путями бассейна Обводного канала. Для первой ветки, над бассейном построен деревянный косой мост. Для второй, мост через устье бассейна, который разделён по ширине на две части, одна служила для движения поездов, а другая — телег.
В 1886 году часть парковых путей перенесены с С.-Петербургской на Московскую сторону бассейна, ветки разобраны, движение поездов по мосту через устье бассейна закрыто, мост служил только для движения телег и пешеходов. Косой мост через бассейн был разобран.
В 1902 году произведён капитальный ремонт моста через устье Обводного канала, окончательно мост разобран в 30-е годы XX века.
После закрытия мостов и переноса части путей, данная территория стала использоваться для грузов, прибывающих из-за границы: уголь, рельсы и другие навалочные грузы. Возможно отсюда и пошло неофициальное название станция Навалочная, первое упоминание о станции Навалочной в Отчёте по эксплуатации Николаевской жд за 1914 год стр 266. Согласно Сборнику тарифов за 1913 год № 2289 от 13 июня изв № 18406, что с 15 июня 1913 года на станцию Ново-Навалочная переносится выгрузка данных товаров: бочарные изделия, веники и кора ивовая, древесный уголь, кость, тряпьё. Станция Ново-Навалочная возможно занимала территорию восточнее поста Петербург II, точных данных её нахождения не найдено.
Пути бассейна Обводного канала были демонтированы в 1972—1975 годах при реконструкции Глухоозёрского шоссе, часть ковша была засыпана и устроен новый Атаманский мост. После проведения данных работ остался подъездной путь к пакгаузам ЗАО «Спецпромсвязь». Ветка от Американского моста к Московскому берегу бассейна была разобрана после войны, хотя на карте геосъёмки 1990 года имеется вытяжной тупик.

## Пост Петербург II
В данном месте в 1853 году была построена Соединительная ветвь с Варшавским вокзалом. В 1870 году устроена полустанция Петербург II.
- В 1880 году построены подъездные пути: а) Глухоозерская ветвь, протяжением 0,474 версты, построена фирмой Томсон-Бонар для вывоза приготовляемых на цементном заводе материалов, б) к нефтяному складу братьев Нобель, длиной 0,714 вёрст.
- В 1893 году построен подъездной путь к складу «Восточного общества товарных складов», длиной 0,374 версты.
- 18 августа 1914 года Высочайшим повелением город Санкт-Петербург переименован в Петроград. Министр Путей Сообщения, по докладу Управления железных дорог, от 20 августа 1914 года за № 3647, признал необходимым переименовать станцию «С-Петербург-тов-Ник» в «Петроград-тов»[15].
- В 1915 году из состава станции «Петроград-тов» выделяется станция «Петроград II» и объединяется со станцией «Навалочная»[16]
- В 1924 году согласно телеграммы НКПС от 12 февраля 1924 года Петроградские станции переименованы в Ленинградские, станция получила новое название «Ленинград-тов»[17].
- С 1931 года «Ленинград-тов-Московский»[18].
- В 1960 году «Ленинград-тов-Московский» и «Ленинград-Навалочный» объединены в одну станцию под названием «Ленинград-тов-Московский».
- В 1971 году присвоен код ЕСР № 0601[19].
- В 1975 году присвоен новый код ЕСР № 06010[20].
- В 1985 году станция получила новый код АСУЖТ (ЕСР) № 031808[21].
- В 2000 году станция «Ленинград-тов-Московский» переименована в «Санкт-Петербург-тов-Московский» и получила новый код Экспресс-3 № 2004108[22].